# Comté de Garrard
Pour les articles homonymes, voir Garrard.
Le comté de Garrard est un comté de l'État du Kentucky, aux États-Unis, fondé en 1797. Son siège est basé à Lancaster. Le comté porte le nom de James Garrard.